# Nephrotoma guestfalica
Nephrotoma guestfalica är en tvåvingeart som först beskrevs av Westhoff 1879.  Nephrotoma guestfalica ingår i släktet Nephrotoma och familjen storharkrankar. Arten är reproducerande i Sverige.

## Underarter
Arten delas in i följande underarter:
- N. g. guestfalica
- N. g. hartigiana
- N. g. surcoufi

## Bildgalleri

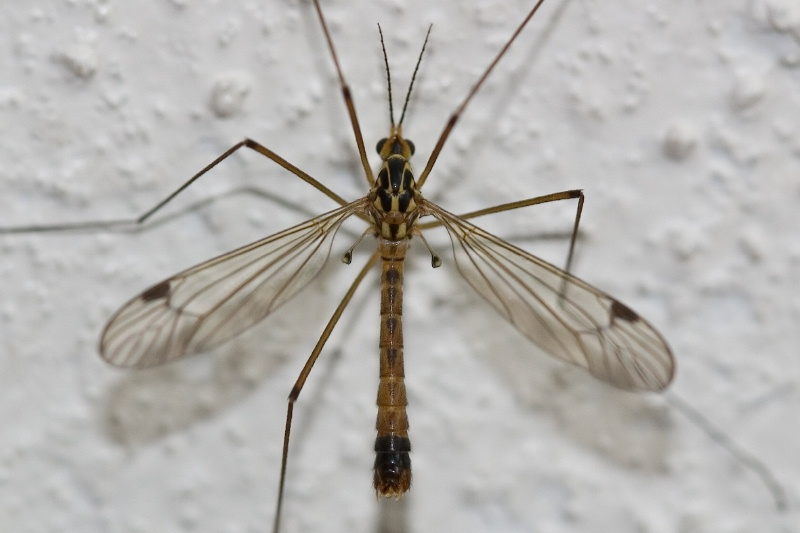